# Lammholm (Brändö, Åland)
Lammholm är en ö i Åland (Finland). Den ligger i Skärgårdshavet och i kommunen Brändö i landskapet Åland, i den sydvästra delen av landet. Ön ligger omkring 72 kilometer nordöst om Mariehamn och omkring 220 kilometer väster om Helsingfors.
Öns area är 12,2 hektar och dess största längd är 0,5 kilometer i öst-västlig riktning.